# Воскресенский район (Саратовская область)
Воскресе́нский райо́н — административно-территориальная единица (район) и муниципальное образование (муниципальный район) в Саратовской области России.
Административный центр — село Воскресенское.

## География
Воскресенский район расположен в центральной части области на правом берегу реки Волги (Волгоградского водохранилища). Наибольшая протяженность района — с запада на восток. Почти посредине с севера на юг пересекает район река Терешка. Пограничными районами являются на северо-востоке — Вольский район, на северо-западе — Базарно-Карабулакский, на западе — Саратовский и Ново-Бурасский, на юге — Энгельсский район, на юго-востоке — Марксовский район. Территория района — 1,4 тыс. км².
Протяжённость автодорог общего пользования с твёрдым покрытием — 138,8 км.
Район расположен на юге лесостепной зоны, на Приволжской возвышенности, в нижнем течении р. Терешка при впадении её в Волгу. Через реку имеется только один мостовой переход в районе села Синодское.
Приволжская возвышенность подходит к Волге высоким уступом. Территория района изрезана оврагами, часто покрытыми деревьями и кустарниками. Районным центром является село Воскресенское, основанное на правом берегу Волги в середине XVI века. Недалеко от с. Воскресенское возвышенность поднимается до 286 метров над уровнем моря, образуя Змеёвы горы. На территории района три природных заказника.
Почвенно-климатическая характеристика
Климат континентальный, умеренных широт. Характеризуется жарким сухим летом и малоснежной зимой, короткой весной и непродолжительной осенью. Наблюдаются резкие колебания температуры воздуха. Среднегодовая температура +4,4÷+5,10°C. Самый холодный месяц — январь, абсолютный минимум −41 °C, самый жаркий месяц — июль, абсолютный максимум +39 °C. Средние температуры воздуха в январе понижаются до −12 °C, средние температуры июля достигают +22 °C.
Количество атмосферных осадков в среднем по району составляет 391—435 мм в год. За вегетационный период осадков выпадает лишь около 40-50 % от годовой суммы. Относительная влажность воздуха в зимние месяцы превышает 80 %, в летние составляет 40 %.
Почвенный состав земли района таков: около 60 % всех земель относится к южным маломощным чернозёмам (всех категорий), остальная часть суглинистые, супесчаные образования. Также имеются солончаковые, опоковидные, луговые и дерновые почвы. Особенность рельефа района в обилии оврагов и балок, где ярко выражены эрозийные процессы.
По климатическим условиям район относится к зоне рискованного земледелия. Основное направление в растениеводстве — зерновое.
Минерально-сырьевая база
Недра богаты нефтью, газом, глинами, песком, опокой, бутовым камнем, мелом и другими природными ресурсами. Вблизи с. Студеновка имеются залежи натуральных и глинистых мергелей. Главное полезное ископаемое — ракушечник, запасы которого — крупнейшие в России. Данное полезное ископаемое можно использовать на птицефабриках в качестве пищевых добавок в корм при выращивании птицы.
Горы сложены из осадочных пород, накопившихся на дне древних морей. Реки, дождь, снег и ветер разрезали слои осадочных пород и создали овраги. Лесные ресурсы На территории района расположена часть самого большого леса в Саратовской области (140 километров в длину). Этот лес практически без перерывов тянется сначала по Змеёвым горам, охватывает с запада Вольск, отходит несколько от Волги, а, вернувшись к ней, покрывает Хвалынские горы.
Естественные леса и лесопосадки занимают 15,4 % территории района. Покрытая лесом площадь составляет 22 427 га. Преобладают насаждения дуба (68,4 %), липа (7 %), тополь (7 %), хвойные (5 %), осина (4 %), береза (1,4 %). Все леса имеют большое водоохранное и почвозащитное значение. Общий запас древесины составляет 2741 тыс. м³, из него расчётная лесосека (подлежит ежегодной выборочной вырубке) около 20 тыс. м3.
Водные ресурсы
В связи с образованием Волгоградского водохранилища уровень воды в Волге у с. Воскресенское поднялся более чем на 6 метров. Ширина водохранилища возле с. Воскресенское около 3 км, а в устье речки Чардым 10-15 километров. Расширение водохранилища произошло в основном за счёт затопления Левобережья. Ниже села Березняки Волга заметно расширяется, а справа и слева от изгибов её основного русла находится множество островов, отделенных от берега и друг от друга протоками.
На территории района находятся 5 рек:
- Волга — 12 853 га, протяженность 112 км;
- Терешка — 75 км;
- Карабулак — 20 км;
- Чардым — 18 км;
- Елшанка — 4,5 км.

На территории района находятся 33 пруда.
Терешка — самая быстрая река в Саратовской области.
На речке Чардым была зафиксирована температура воды 30,6 градуса — самая высокая за все время наблюдений на всех реках области.
На территории района имеется 11 родников и 60 скважин. Речная сеть играет большую роль в водоснабжении и орошении территорий.

## История
Район образован 23 июля 1928 года в составе Вольского округа Нижне-Волжского края. В его состав вошла территория бывшей Воскресенской волости Вольского уезда Саратовской губернии.
С 1934 года район в составе Саратовского края, с 1936 года — в Саратовской области.
В 1960 году Воскресенский район был упразднен, его территория разделена между Вольским и Саратовским районами.
20 октября 1980 года Воскресенский район был вновь образован выделением из Саратовского района.

## Население
| 1989    | 2002    | 2009    | 2010    | 2011    | 2012    | 2013    |
| ------- | ------- | ------- | ------- | ------- | ------- | ------- |
| 12 163  | ↘12 008 | ↘11 954 | ↗12 098 | ↗12 106 | ↘12 100 | ↗12 106 |
| 2014    | 2015    | 2016    | 2017    | 2018    | 2019    | 2020    |
| ↗12 192 | ↘12 147 | ↘12 135 | ↘12 007 | ↘11 889 | ↘11 765 | ↘11 638 |
| 2021    |         |         |         |         |         |         |
| ↘11 257 |         |         |         |         |         |         |

## Муниципально-территориальное устройство
В Воскресенский муниципальный район входят 3 муниципальных образования со статусом сельского поселения:
| № | Муниципальное образование | Административный центр | Количество населённых пунктов | Население | Площадь, км2 |
| - | ------------------------- | ---------------------- | ----------------------------- | --------- | ------------ |
| 1 | Воскресенское             | село Воскресенское     | 8                             | ↘4233     | 529,68       |
| 2 | Елшанское                 | село Елшанка           | 10                            | ↗5004     | 403,00       |
| 3 | Синодское                 | село Синодское         | 10                            | ↘2020     | 517,88       |

## Населённые пункты
В Воскресенском районе 28 населённых пунктов.
| №  | Населённый пункт | Тип     | Население | Муниципальное образование |
| -- | ---------------- | ------- | --------- | ------------------------- |
| 1  | Андреевка        | деревня | ↘291      | Елшанское                 |
| 2  | Афанасьевка      | село    | 41        | Елшанское                 |
| 3  | Березняки        | село    | ↗505      | Воскресенское             |
| 4  | Биктимировка     | село    | ↘172      | Воскресенское             |
| 5  | Букатовка        | село    | ↘354      | Синодское                 |
| 6  | Булгаковка       | село    | ↘312      | Воскресенское             |
| 7  | Воскресенское    | село    | ↘3014     | Воскресенское             |
| 8  | Елшанка          | село    | ↘1983     | Елшанское                 |
| 9  | Ершовка          | село    | ↘40       | Синодское                 |
| 10 | Кадомка          | село    | ↘118      | Воскресенское             |
| 11 | Комаровка        | село    | ↘157      | Синодское                 |
| 12 | Коммуна 3-я      | село    | ↘213      | Елшанское                 |
| 13 | Кошели           | село    | ↘220      | Синодское                 |
| 14 | Малая Ивановка   | посёлок | 11        | Елшанское                 |
| 15 | Медяниково       | село    | ↘355      | Синодское                 |
| 16 | Михайловка       | село    | 22        | Воскресенское             |
| 17 | Нечаевка         | село    | ↘70       | Воскресенское             |
| 18 | Новая Алексеевка | село    | ↘310      | Воскресенское             |
| 19 | Подгорное        | село    | ↘57       | Синодское                 |
| 20 | Полдомасово      | село    | ↘74       | Синодское                 |
| 21 | Садовка          | село    | ↘29       | Синодское                 |
| 22 | Синодское        | село    | ↘799      | Синодское                 |
| 23 | Славянка         | посёлок | ↘359      | Елшанское                 |
| 24 | Софьино          | село    | ↗125      | Елшанское                 |
| 25 | Студеновка       | село    | ↘375      | Синодское                 |
| 26 | Усовка           | село    | ↗1013     | Елшанское                 |
| 27 | Чардым           | село    | ↗871      | Елшанское                 |
| 28 | Черноморский     | посёлок | 10        | Елшанское                 |

## Экономика
Основа экономики района — сельское хозяйство. Основная продукция: зерно, подсолнечник, молоко, мясо. Имеется молокозавод, лесхоз. В районе крупнейшие в России запасы ракушечника.

## Достопримечательности
В районе сохранились места древних поселений (II век до н. э.) у села Чардым и монгольские захоронения у села Студёновка.
На территории района находятся три природных заказника, среди них «Чёрные воды» (водоплавающая дичь).
По берегам Волги и на её многочисленных островах в районе села Чардым имеется большое количество баз отдыха, турбаз, спортивных и оздоровительных лагерей.
В селе Подгорное сохранилась церковь первой половины XIX века.
Храм и часовня у святого источника в Елшанке.